# マルクス・グロー
マルクス・グロー（Markus Groh、1970年1月5日 - ）はドイツのピアニストである。

## 経歴
南ドイツに生まれ、シュトゥットガルト音楽院でコンラート・リヒター、ベルリンとザルツブルクでハンス・ライグラフに学ぶ。
1990年にベルリンのアルトゥール・シュナーベル・コンクール、1995年にエリザベート王妃国際音楽コンクールで優勝。ロンドン交響楽団、クリーヴランド管弦楽団、ニューヨーク・フィルハーモニー管弦楽団、フィラデルフィア管弦楽団、サンクトペテルブルク・フィルハーモニー交響楽団等と協演、指揮者ではイヴァン・フィッシャー、ネーメ・ヤルヴィ、ファビオ・ルイジ、ケント・ナガノ等と協演を果たす。
またソリストとしても世界各地で活躍している。